# Brixner Domschatz

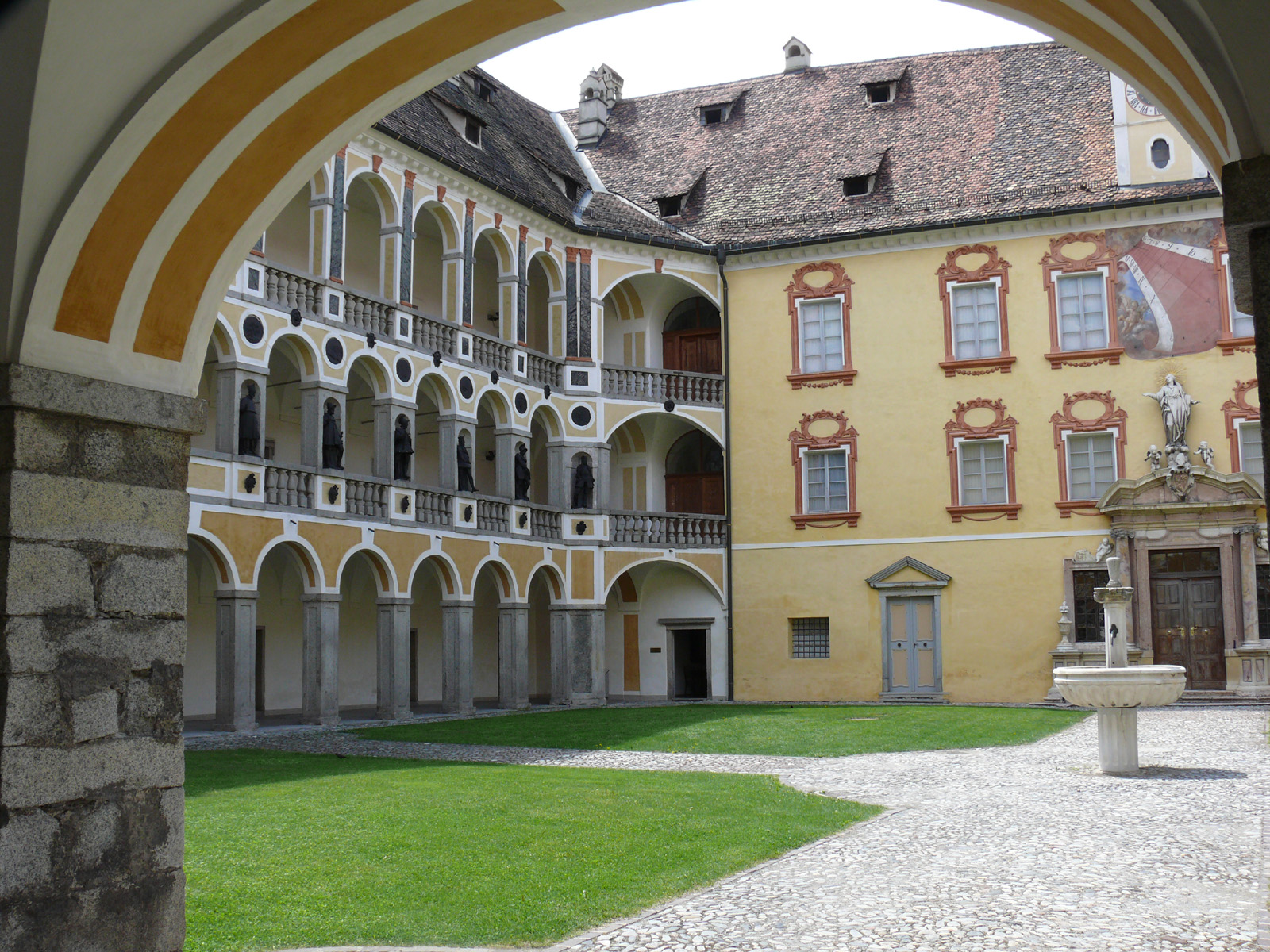
Die Hofburg in Brixen – Standort des Brixner Domschatzes

Der Brixner Domschatz ist eine Sammlung wertvoller liturgischer Gewänder und Geräte aus dem Sakristeibestand des Brixner Domes, der seit 1990 zum größten Teil im Diözesanmuseum Brixen am Hofburgplatz 2 der Südtiroler Stadtgemeinde Brixen ausgestellt wird.

## Geschichte
Seit dem Mittelalter wurden in der Sakristei des Brixner Domes wertvolle kunsthandwerkliche liturgische Geräte und Gewänder sowie Reliquien angesammelt. Während der Franzosenkriege wurde der Domschatz 1797 nach Vahrn und Schalders in Sicherheit gebracht. General Barthélemy-Catherine Joubert geleitete die Schätze dann wieder sicher nach Brixen zurück. Im 20. Jahrhundert wurden die wertvollen Teile des Bestandes ins Diözesanmuseum Brixen verbracht, mit dem der Domschatz schon seit 1927 in Verbindung stand. 2001 erfolgte dort die Neuaufstellung der Sammlung, die die reiche geschichtliche Vergangenheit der Bischofsstadt Brixen veranschaulicht.

## Exponate

### Reliquienkassetten
Im Domschatz befinden sich mehrere Schmuckschatullen, die im Mittelalter aus wertvollen Materialien zunächst für weltliche Zwecke geschaffen wurden, dann aber als Aufbewahrungsort für Heiligenreliquien dienten. Diese Reliquien befinden sich auch heute immer noch in den Exponaten. Hervorzuheben ist vor allem eine Reliquienschatulle aus zyprischem Ebenholz aus dem späten 13. Jahrhundert, die aus gegossenen und mit Goldanstrich versehenen Zinnreliefs besteht. An ihnen zeigt sich bereits der Einfluss der frühen Gotik. Die Schatulle, die wahrscheinlich in Frankreich hergestellt wurde, gelangte 1659 als Geschenk des venezianischen Dogen Domenico II. Contarini an Fürstbischof Anton von Crosini. Direkt aus Venedig, nämlich aus der Werkstatt des Baldassare Embriachi, stammen zwei Schmuckschatullen in Form eines sogenannten cofanetto mit Elfenbeinreliefs tanzender Paare.

### Reliquienmonstranzen
Reliquienmonstranzen waren dazu da, die Reliquien der Heiligen den Gläubigen öffentlich zur Schau und Verehrung darbieten zu können. Von den mittelalterlichen Reliquienmonstranzen sei ein Ostensorium mit gravierten Bildern am Fuß genannt, das um 1400 vom Propst des Kapitels der Liebfrauenkirche am Kreuzgang, Heinrich Surauer, gestiftet wurde. In ihm wurden bis 1663 die Reliquien des hl. Kassian gezeigt. Eine Turmmonstranz mit dem Splitter vom Kreuz Christi, der hinter einem Kristallzylinder aufbewahrt wird, wurde ebenfalls um 1400 in Venedig hergestellt. Die Monstranz ist mit zahlreichen Heiligenfiguren geschmückt. Fürstbischof Ulrich Putsch schenkte dem Dom eine Reliquienmonstranz der hll. Laurentius und Leonhard. Das schönste Werk aus der Renaissancezeit im Domschatz ist eine Schädelreliquie des hl. Markus, die 1532 aus dem Zelt des Sultans Süleyman I. entwendet worden war. Der Dompropst und Bischof von Wiener Neustadt, Gregor Angerer, stiftete dafür 1543 eine Reliquienmonstranz, die er ein Jahr später dem Dom schenkte, wie er mit eigenhändigem Schriftzug auf der Rückseite bestätigte.

### Liturgische Geräte
Unter den liturgischen Geräten befindet sich der Grabkelch von Bischof Altwin. Er war jener Bischof, der im Investiturstreit zwischen Kaiser und Papst auf kaiserlicher Seite stand und 1080 in Brixen die Abhaltung jener Synode gestattete, die Papst Gregor VII. für abgesetzt erklärte. Weiters findet sich ein 60 cm hohes Altarkreuz mit dünnen Bergkristallplatten, das um 1390 in Venedig hergestellt wurde. Christoph von Brixen hat das Kreuz mit der Figur des Gekreuzigten ergänzt. Von 1520 stammt ein Paxinstrument, das der schon oben genannte Gregor Angerer gestiftet hat. Besonders wertvoll ist außerdem ein Vortragekreuz aus Konstanz, auf dem Emailtondi appliziert sind.

### Die Adlerkasel
Ein zweifellos hohes Alter besitzt die Kasel aus Purpurseide, die um 1000 in einer byzantinischen Manufaktur hergestellt wurde. Es wird angenommen, dass es sich dabei um eine kaiserliche Schenkung (wohl Heinrich II. oder Konrad II.) an den hl. Bischof Albuin oder dessen Nachfolger handeln könnte. Es fehlen aber historische Belege dafür. Ähnliche, überregional bedeutende Stücke befinden sich in Auxerre und in Aachen. Da es Brauch war, die als Reliquien verehrten Gewänder im Dom den Gläubigen auszustellen, hat der Stoff durch Reliquienjäger Schaden genommen. Seit 1550 gibt es Aufzeichnungen, die die Adlerkasel im Besitz des Brixner Domschatzes nachweisen.

### Die Hartmannsgewänder
Die beiden Gewänder des seligen Bischofs Hartmann von Brixen gehören zusammen zu einem Ornat und wurden ebenfalls wie Reliquien verehrt. Es handelt sich um eine Kasel und ein Pluviale aus dunkelviolettem Seidendamast mit kleinteiligem Rautenmuster, versehen mit einer Goldwebeborte normannischer Herkunft aus Palermo.

### Die Mitren
Die Mitra gehört zu den bischöflichen Würdezeichen, den Pontifikalien. Drei mittelalterliche Kopfbedeckungen der Bischöfe haben sich erhalten. Die älteste Mitra gehört von der Verarbeitung her zu den Hartmanngewändern. Sie hat die Form einer Mitra simplex mit zwei dreieckigen textilen Hörnern und stammt aus der Zeit um 1150. Die Hörner sind mit Pergamenteinlagen verstärkt und mit Leinen überzogen. Applizierte, 12 cm breite Goldbänder zeigen Tierfiguren und Ranken. Bischof Bruno von Kirchberg ließ eine neue Mitra anfertigen, die an der goldgestickten Bordüre seinen Namen trägt: Episcobus Bruno Deigratia Brixinensis. Eine spätgotische Mitra aus der Mitte des 15. Jahrhunderts wird an den Hörner durch Edelsteine und vergoldete Dreistrahlblätter verziert. Sie wurde möglicherweise von Nikolaus von Kues getragen.

### Die Pontifikalkleidung
Zur Pontifikaltracht im Brixner Domschatz zählen Handschuhe, an denen byzantinische Emailtondi aus dem 11. Jahrhundert angebracht sind. Die Handschuhe selbst sind jüngeren Datums. Ein zweites Handschuhpaar aus dem 15. Jahrhundert ist mit gestickten Osterlämmern am Handrücken versehen. Pontifikalschuhe aus Goldbrokat stammen aus dem 15. Jahrhundert. Ebenfalls hochmittelalterliche Stücke sind ein Zingulum, in Brettchenweberei hergestellt und mit geschlagenen Metallplättchen verziert, und ein stolenförmiges Seidentuch mit gewirkter Goldstoffbordüre mit Adlermustern.

### Reliquiare der Neuzeit
Aus nachmittelalterlicher Zeit findet sich im Domschatz eine Silberkassette mit den Reliquien der Unschuldigen Kinder. Sie wurde um 1600 in der Werkstatt von Christoph Fesenmayr in Augsburg hergestellt. Der Dompropst David von Spaur hat sie dem Dom geschenkt. Die Reliquien selbst hatte bereits Bischof Ulrich Pfutsch 1434 vom Dogen von Venedig und dem Bischof von Görz erhalten. Die Reliquienmonstranz der hl. Katharina musste der Krakauer Archidiakon Christoph Varscevitus um 1600 dem Domschatz überlassen, da er bei seiner Durchreise die Quartierkosten nicht bezahlen konnte. Die Monstranz stammt wahrscheinlich aus der Nürnberger Werkstatt des Abraham Tittecke. Die Reliquienmonstranz der hl. Martina wurde von Georg Wilhelm Fesenmayr in Augsburg hergestellt und 1663 von Fürstbischof Anton Crosini dem Domschatz geschenkt. Die Elfenbeinkassette aus der Werkstatt des Wenzel Jamnitzer in Nürnberg stammt aus der Zeit um 1590 und wurde zu profanen Zwecken geschaffen. An den Seiten sieht man verschiedene germanische Könige. Später wurde die Kassette zur Aufbewahrung von Reliquien verwendet.